# Kiko Dinucci
Kiko Dinucci, nome artístico de Cristiano Dinucci (São Paulo, 05 de julho de 1977), é um cantor, compositor, instrumentista, artista plástico e diretor de cinema brasileiro.
Nascido em São Paulo, cresceu em Guarulhos, onde foi integrante de diversas bandas de rock, entre elas a Personal Choice, na década de 1990.
Em 2007 iniciou sua carreira como compositor, sendo de sua autoria ou coautoria oito das músicas do álbum Padê, da cantora Juçara Marçal.
Em 2008 lançou o álbum de samba-punk Pastiche Nagô, como Kiko Dinucci e Bando Afromacarrônico.
Em 2011 fundou os grupos Metá Metá, juntamente com Juçara Marçal e Thiago França, e Passo Torto, com Romulo Fróes, Rodrigo Campos e Marcelo Cabral, mais tarde contando com a participação de Ná Ozzetti.
Seu primeiro álbum propriamente solo, intitulado Cortes Curtos, foi lançado em 2017 e consiste em 15 faixas curtas - crônicas ambientadas na cidade de São Paulo - explorando a sonoridade do "samba sujo", com fortes influências do rock e do punk e pós-punk. O álbum foi eleito o 21º melhor disco brasileiro de 2017 pela revista Rolling Stone Brasil.

## Discografia
- Padê (com Juçara Marçal) - Tratore, 2007
- Pastiche Nagô (com Bando Afromacarrônico) - Desmonta, 2008
- O Retrato Do Artista Quando Pede (como Duo Moviola, com Douglas Germano) - Desmonta, 2009
- Na Boca Dos Outros - Desmonta, 2010
- Passo Torto (com Romulo Fróes, Rodrigo Campos e Marcelo Cabral) - YB Music, 2011
- Metá Metá (com Juçara Marçal e Thiago França) - Desmonta, 2011
- MetaL MetaL (com Juçara Marçal e Thiago França) - Desmonta, 2012
- Passo Elétrico (com Romulo Fróes, Rodrigo Campos e Marcelo Cabral) - YB Music, 2013
- Thiago França (com Rômulo Fróes, Rodrigo Campos, Marcelo Cabral e Ná Ozzetti) - YB Music, 2015
- MM3 (com Juçara Marçal e Thiago França) - Independente, 2016
- Cortes Curtos - Independente, 2017
- Rastilho - Independente, 2020

## Ligações Externas
- «Sítio oficial»
- Website oficial do Passo Torto
- Website oficial do Metá Metá